# علي بن الحسين الهاشمي (سياسي عراقي)
الشريف علي بن الحسين (1956 - 14 مارس 2022) سياسيٌ عراقي من الأسرة الهاشمية، حفيد الملك علي بن الحسين. رأس الحركة الملكية الدستورية العراقية، وسعى من خلالها إلى إعادة نظام الحكم الملكي للعراق بعد إلغائه إثر حركة 14 تموز 1958، حيث ادعى بأنه الوريث الشرعي لمنصب ملك العراق، على أساس علاقته مع الملك الأخير للعراق الملك فيصل الثاني وهو ابن خالته.

## نسبه
هو علي بن الحسين بن علي بن عبد الله بن محمد بن عبد المعين بن عون بن محسن بن عبد الله بن الحسين بن عبد الله بن الحسن بن محمد بن أبو نمي الثاني بن بركات بن محمد بن بركات بن الحسن بن عجلان بن رميثة بن محمد بن أبو نمي الأول بن الحسن بن علي الأكبر بن قتادة بن ادريس بن مطاعن بن عبد الكريم بن عيسى بن الحسين بن سليمان بن علي بن عبد الله بن محمد الثائر بن موسى الثاني بن عبد الله الرضى بن موسى الجون بن عبد الله المحض بن الحسن المثنى بن الحسن بن علي بن أبي طالب.
أيضًا هو ابن خالة الملك فيصل الثاني وأقرب أفراد العائلة الذكور شرعيًا إليه، وجده علي كان أمير مكة إلى عام 1908م، ووالدته الأميرة بديعة بنت الملك علي بن حسين وهي خالة الملك فيصل الثاني.

## نشأته وتعليمه
ولد في بغداد عام 1956م. ونشأ في المنفى بين لبنان وبريطانيا وهو أصغر أبناء الأميرة بديعة. حصل الشريف علي بن الحسين على شهادة الدراسة الثانوية من مدرسة برمانا الثانوية في لبنان وحصل على درجة البكالوريوس في الاقتصاد من جامعة نوتنغهام، وشهادة الماجستير في الاقتصاد من جامعة إسكس في المملكة المتحدة.

## تحركه السياسي
بقي الشريف علي بن الحسين كأحد معارضي حكم الرئيس العراقي السابق صدام حسين. في عام 1991، وقال أنه ترك وظيفته في إدارة صناديق الاستثمار، وأصبح عضوًا في المؤتمر الوطني العراقي، وكان الغرض منه التحريض على الإطاحة بصدام حسين.

## الجوائز
حصل على وسام ملكي من قبل كيغالي، الملك السابق لرواندا، لهدفه المتمثل في إنشاء وسيلة للخروج من الأزمة السياسية في العراق وإنهاء المحنة المأساوية من الناس الذين يعيشون في ظل الإرهاب والطغيان.

## وفاته
توفي في العاصمة الأردنية عمّان يوم الاثنين 14 مارس/آذار 2022 ميلاديًا الموافق 11 شعبان 1443 هجريًا عن عمر ناهز 66 عامًا. تُشير المصادر بأنَّ وفاته جاءت بسبب مشاكل صحية في الرئتين كان يعاني منها منذ وقتٍ طويل.